# Café instantáneo

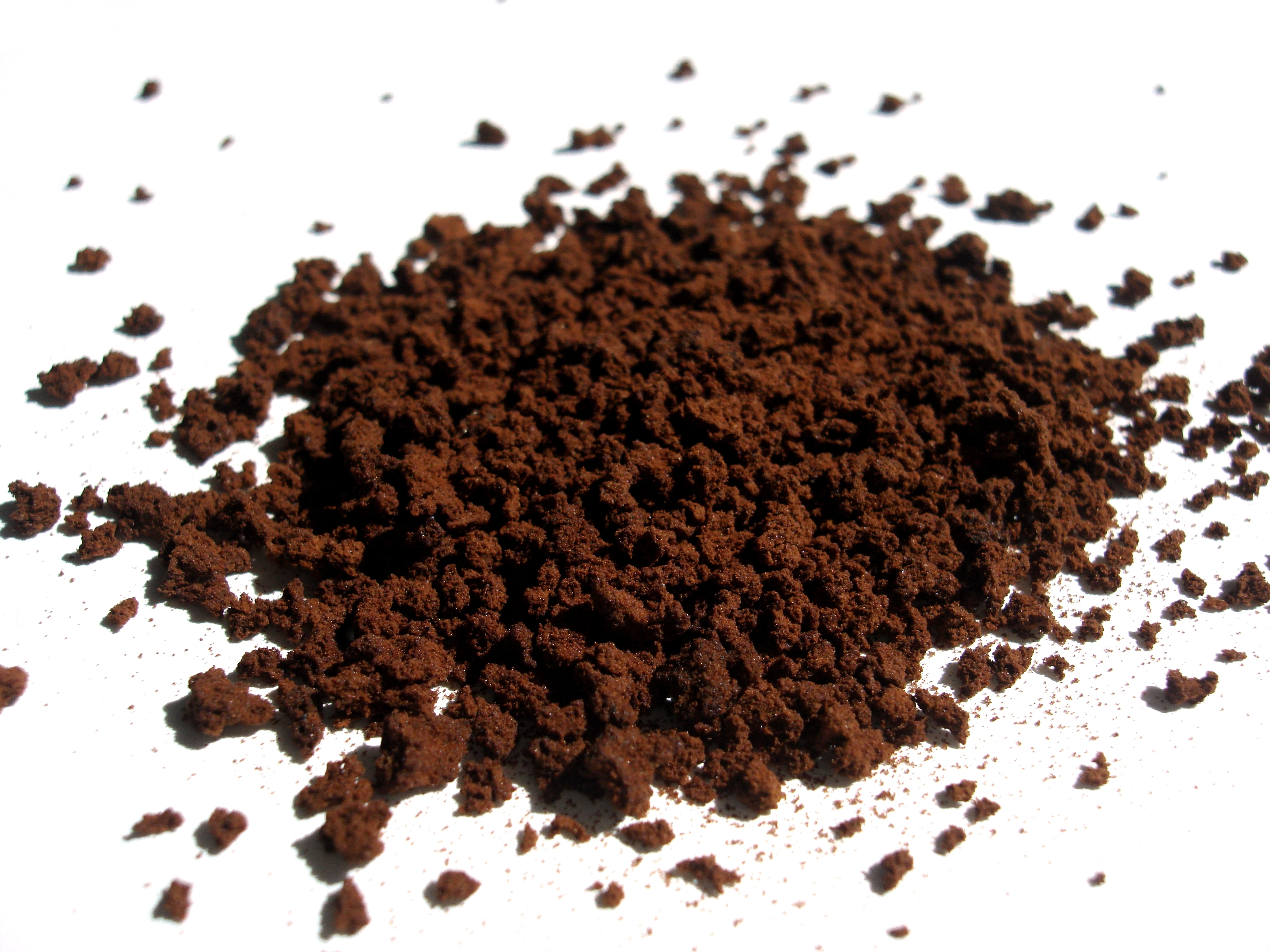
Café instantáneo.

El café instantáneo, también llamado café soluble, café de cristales y café en polvo (no confundir con la cafeína en polvo, que contiene mucha más concentración de cafeína), es una bebida derivada de los granos de café. Se prepara comercialmente por liofilización o secado por pulverización, después de lo cual puede ser rehidratado. El café instantáneo también se fabrica en una forma líquida concentrada.
Las ventajas del café instantáneo incluyen la rapidez de preparación (pues se disuelve instantáneamente en agua caliente), menor peso y volumen para preparar la misma cantidad de bebida, y mayor vida útil. También suele contener menor cantidad de cafeína que el café espresso (aunque normalmente la dosis acaba siendo mayor). Sin embargo, en su variedad llamada descafeinado el contenido de dicha substancia es ínfimo o casi nulo.

## Producción

Secado por aspersión.

Para obtener el café soluble se utilizan dos procesos distintos: el secado por aspersión y la liofilización. El secado por aspersión se realiza dentro de una cámara de secado, donde se atomiza el extracto y se pone en contacto con aire caliente. En la liofilización, el secado se realiza por congelación a bajas temperaturas del extracto y posterior sublimación del agua a bajas presiones. En los dos casos, se tuesta el café (a temperaturas de entre 190 y 210 °C) y a continuación es molido y se extraen los sólidos solubles con agua caliente en una operación llamada extracción sólido - líquido. El líquido obtenido, llamado extracto, se centrifuga y luego se elimina el agua por etapas. El café obtenido equivale aproximadamente a un 40% del peso del café verde.

## Composición

### Cafeína
Pese a que la cantidad de cafeína en el café instantáneo o soluble es generalmente menor que en el café normal, una taza de café instantáneo o soluble suele acabar teniendo mayor cantidad de cafeína (alrededor de 1,75 veces más) que una taza de café normal, pues el café normal sería preparado en cafetera o máquina de cápsulas, de manera exacta, mientras que el café instantáneo o soluble sería preparado un tanto a ojo, y hay una cierta tendencia de los consumidores a excederse.
Sin embargo, en proporciones normales, el contenido de cafeína del café instantáneo en sí es generalmente menor que si fuese café normal. Un estudio que comparaba diferentes muestras preparadas en casa llegó al resultado de que el café instantáneo regular (no descafeinado) tiene un contenido de cafeína mediana de 66 mg por taza (rango de 29 a 117 mg por taza), con un tamaño de la taza mediana de 225 ml (rango 170-285 ml) y una concentración de cafeína de 328 µg/ml (rango de 102 a 559 µg/ml). En comparación, por goteo o filtro de café se estima que tiene un contenido medio de cafeína de 112 mg, con una mediana de la concentración de 621 µg/ml para el mismo tamaño de la taza.

### Antioxidantes
Con respecto a los antioxidantes, el polifenol que puede estar contenido en una taza de 180 ml de café instantáneo se ha estimado para ser aproximadamente 320 mg, en comparación con aproximadamente 400 mg en una taza de café preparado del mismo tamaño.

## Peligros para la salud

### Exceso de dosis
La facilidad de preparación del café instantáneo (mayor facilidad de preparación que en el caso del café normal) podría favorecer el consumo de una dosis excesiva. No hay que olvidar que el café, aunque es una sustancia cotidiana, es psicoactiva, y consumir una cantidad elevada en poco tiempo resulta tóxico. Por lo tanto, los recipientes de café soluble deben incluir en su etiquetado la cantidad de café del recipiente con la que se forma una dosis. Además, esos recipientes pueden ser alejados del alcance de los niños.
El café en polvo (instantáneo o soluble) no debe ser confundido con la cafeína en polvo; una cucharadita de cafeína en polvo puede contener casi 17 veces más concentración de cafeína que una dosis de café en polvo (instantáneo o soluble), y casi 30 veces más concentración de cafeína que una dosis (una taza) de café expresso (café solo). Por lo tanto, dosificar cafeína pura con una cucharilla como si fuese un simple café instantáneo puede conducir fácilmente a una intoxicación de graves consecuencias para la salud (quizás letal).
| Cantidad de producto                                                                                        | Cantidad de cafeína que contiene            |
| --- | ------------------------------------------- |
| 1 dosis (2 cucharillas o 1 cucharilla en una taza, en el caso de la mayoría de las marcas) de café en polvo | 70 mg                                       |
| 1 cucharilla de cafeína en polvo (sólo la cafeína pura)                                                     | 1190 mg aproximadamente (toxicidad extrema) |

### Carcinogenicidad
El café instantáneo, como otros cafés tostados, contiene alguna cantidad de acrilamida, una sustancia que va siendo generada en los alimentos muy cocinados (y en los alimentos quemados), y de la que es sospechada alguna relación con la aparición de cáncer. Adicionalmente, las instituciones oficiales que se encargan de asuntos alimentarios han emitido informes acerca de cuál es el nivel de acrilamida recomendable en alimentos como el café, pero ha sido descubierto que algún café de venta al público ha superado ese nivel 42 veces, en lo cual puede influir la falta de transparencia en su elaboración, de homologaciones, y el hecho de que haya inspecciones de calidad o no.
Por una encuesta de la FDA, el café instantáneo preparado tiene niveles de acrilamida de 3-7 ppb que son similares a los del café normal, es decir, 6-13 ppb.
Además, el café instantáneo se ha asociado con un mayor riesgo de padecer cáncer de vejiga en las mujeres en comparación con el café regular, mientras que para los hombres, tanto el instantáneo como el café normal han sido asociados con un mayor riesgo de cáncer de vejiga. Sin embargo, una revisión actual sugiere que no hay una relación dosis-respuesta entre el consumo de café y el cáncer de la vejiga, y que los estudios anteriores pueden haber tenido variables confusoras con riesgos no identificados de cáncer de vejiga.

### Mala absorción de hierro
El café instantáneo disminuye la absorción intestinal de hierro más que el café de filtro. Un estudio estimó que, cuando una taza de café instantáneo se ingiere con una comida compuesta de ingredientes semipurificados, la absorción intestinal se redujo de 5,88% a 0,97%, en comparación con una absorción de 1,64% con café de filtro. También se estimó que, cuando se duplicó la fuerza del café instantáneo, la absorción intestinal de hierro se redujo a 0,53%. Aparentemente, sin embargo, no hay una disminución en la absorción de hierro cuando el café instantáneo se consume 1 hora antes de una comida, pero el mismo grado de la inhibición al igual que con la ingestión simultánea se produce cuando el café instantáneo se toma 1 hora después de una comida.

## Utilidades

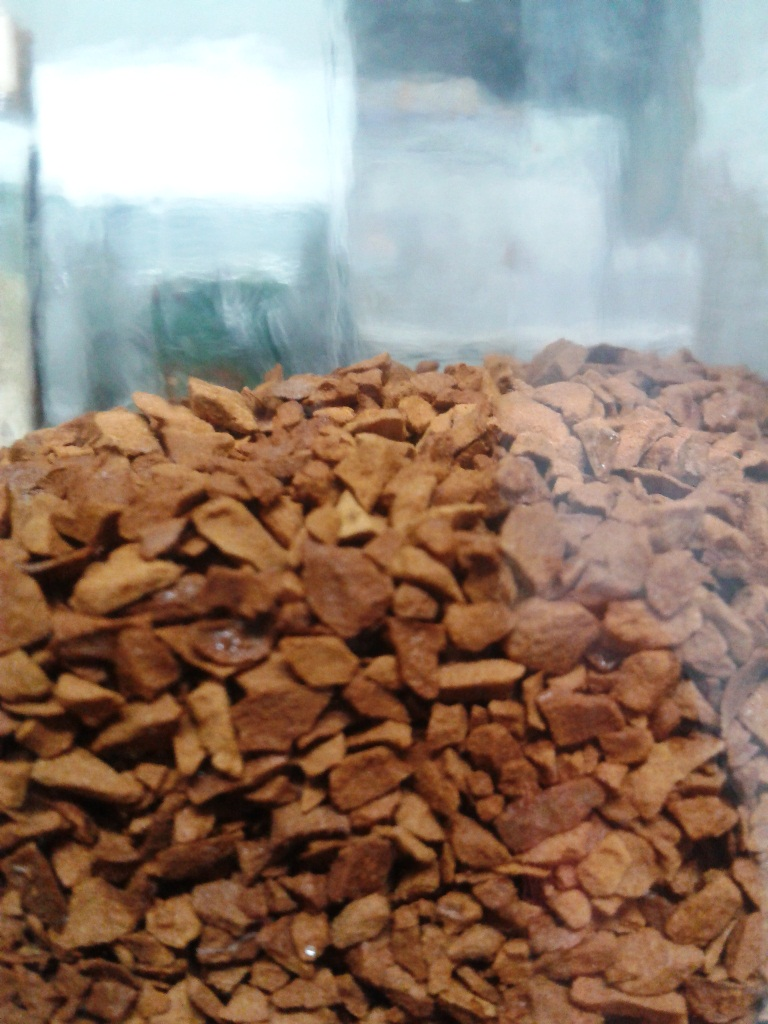
El café instantáneo en un tarro de cristal.

Cerca del 50% de café verde del mundo se utiliza para producir café instantáneo.

### Alimentarias
El café instantáneo está disponible en forma de polvo o granulado contenido en frascos de vidrio, sobres, o latas. El usuario controla la fuerza del producto resultante, mediante la adición de más o menos polvo al agua, que van desde el "agua de café" delgada (café tipo americano o "guayoyo" en Venezuela) hasta el café muy cargado y casi jarabe.
El café instantáneo es también conveniente para la preparación de café helado como el frappé griego.
En algunos países, como Portugal, España, y la India, el café instantáneo se mezcla comúnmente con leche caliente en lugar de agua hirviendo. En otros países, como Corea del Sur, el café instantáneo viene comúnmente pre-mezclado con crema no láctea y azúcar y se llama "mezcla de café". Se dice que fue popularizado en el Reino Unido por los soldados estadounidenses durante la Segunda Guerra Mundial, el café instantáneo sigue representando más del 75 por ciento del café comprado a beber en los hogares británicos, en lugar de bien por debajo del 10 por ciento en los EE. UU. y Francia y uno por ciento en Italia.

### Uso no alimentario
El café instantáneo es uno de los ingredientes de "Caffenol-C", hecho en casa, un revelador fotográfico no tóxico en blanco y negro. Los demás componentes de la fórmula básica son ácido ascórbico y anhidro de carbonato de sodio ; algunas recetas también incluyen bromuro de potasio como agente reductor de la niebla. El ingrediente activo parece ser el ácido cafeico. Los experimentos iniciales se realizaron en Caffenol en 1995 en el Instituto de Tecnología de Rochester; la adición de ácido ascórbico comenzó alrededor de 2000, produciendo el mejorado Caffenol-C, que es menos probable de manchar negativos que la formulación original. Los experimentos han demostrado que los cafés más baratos son mejores para esta aplicación de las marcas más caras.

## Historia

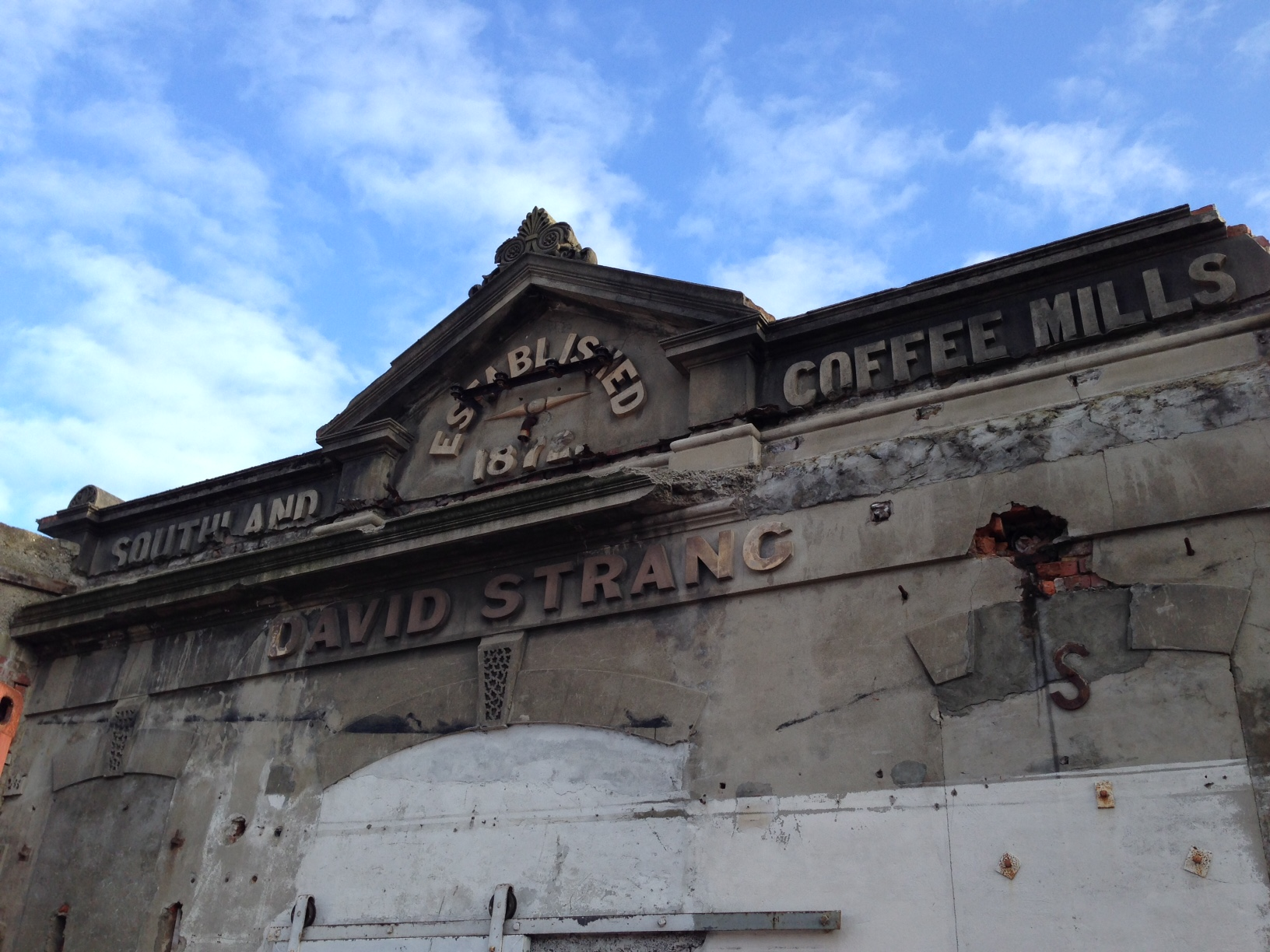
David Strang Coffee Mills.

Fue inventado y patentado en 1881 por Alphonse Allais, de Francia, con el número de patente 141520. En 1890, David Strang de Invercargill, Nueva Zelanda, usando el número de patente de 3518 vendió bajo el nombre comercial de café Strang citando el proceso patentado "en seco de aire caliente". La invención se atribuyó previamente a Satori Kato, un científico japonés que trabajaba en Chicago en 1901 que presentó la sustancia en polvo en Buffalo, Nueva York, en la Exposición Panamericana. El inventor George Louis Constant Washington desarrolló su propio proceso de café instantáneo y lo comercializó poco después, en 1910 con su G. Washington Coffee Company, que a diferencia de Kato, realizó el esfuerzo comercial por posicionarlo como un producto de consumo.  
En 1909 el germano-guatemalteco Federico Lehnhoff, descubrió que el café al evaporarse dejaba un residuo en el fondo del recipiente; añadiendo nuevamente agua caliente se volvía a obtener la bebida. A partir de entonces el Dr. Lehnhoff desarrolló un procedimiento industrial para la deshidratación del café, reduciéndolo a un polvo soluble en agua. A finales de 1911 el Dr. Lehnhoff se asoció con Eduardo Tallien de Cabarrús y estableció la sociedad comercial denominada “Lehnhoff, Cabarrús y Cía. Ltda”. Fue a través de esta empresa que patentó el “Café Soluble” en Europa y los Estados Unidos. Poco después estableció la “Société du Café Soluble Belna” cuya denominación estaba compuesta por las últimas sílabas de los nombres de las esposas de los socios, Isabel y Susana. El producto tenía tal nivel de calidad que fue distinguido con medalla de oro en la Exposición Universal de Gante, Bélgica. Durante varios años la producción de café soluble fue sumamente exitosa.  La bonanza de la empresa “Belna” duró varios años hasta que tuvo que clausurarse por falta de materia prima, factor adverso precipitado por la conflagración mundial. 
La marca Nescafé, que desarrolló un proceso de refinación de café más avanzado, fue vendida a partir de 1938.
El café secado por congelación al alto vacío se desarrolló poco después de la Segunda Guerra Mundial, como resultado indirecto de la investigación en tiempos de guerra en otras áreas. La Corporación Nacional de Investigación (NRC) fue establecida en Massachusetts como una compañía de procesamiento incluida la congelación al alto vacío. Dicha compañía desarrolló bajo ese proceso penicilina, plasma sanguíneo, y estreptomicina para el uso militar de Estados Unidos. Al terminar la guerra, la NRC buscó cómo adaptar sus procesos para usos no bélicos, por lo que formó la empresa Florida Foods Corporation para producir concentrado de jugo de naranja en polvo, y originalmente vendía sus productos al Ejército de los Estados Unidos. Esa empresa cambió posteriormente su nombre a Minute Maid.
Algunos ejemplos de marcas populares de café instantáneo son Nescafé, International Roast, Extra, Folgers, Maxwell House, Robert Timms, Starbucks VIA, and Kava (fabricante de café neutralizado de ácido).

## Reglamento
En la UE, el reglamento incluye los siguientes detalles:
- Las especies del grano de café
- Origen geográfico
- Detalle de procesamiento
- Año de cosecha
- Los disolventes utilizados en el descafeinado
- Nivel de cafeína

Varias instituciones gobiernan la industria del café y ayudan a lograr la estandarización y también la liberación de información al público.
- Organización Internacional del Café (Londres)
- Comisión del Codex Alimentarius de la ONU (Roma)
- Asociación Nacional del Café (Nueva York)